# Roeselia gallicola
Roeselia gallicola är en fjärilsart som beskrevs av Edward P. Wiltshire 1949. Roeselia gallicola ingår i släktet Roeselia och familjen trågspinnare. Inga underarter finns listade.